# Akan (rzeka)
Akan (jap. 阿寒川 Akan-gawa) – rzeka w Japonii, na wyspie Hokkaido. Jej długość wynosi 98 km, a powierzchnia dorzecza to 718 km².